# Željko Đokić
Željko Đokić (in serbo Жeљкo Ђoкић?; Novi Sad, 10 maggio 1982) è un ex calciatore bosniaco, di ruolo difensore.

## Carriera
Ha giocato nella massima serie dei campionati macedone, serbo, greco, polacco, austriaco e bosniaco.